# Rosa lasiosepala
Rosa lasiosepala är en rosväxtart som beskrevs av Franklin Post Metcalf. Rosa lasiosepala ingår i släktet rosor, och familjen rosväxter. Inga underarter finns listade i Catalogue of Life.